# Бугле, Селестен
Селестен Шарль Альфред Бугле (фр. Célestin Charles Alfred Bouglé; 1 июня 1870 года ― 25 января 1940 года) ― французский социолог, представитель французской социологической школы. Тесно сотрудничал с Эмилем Дюркгеймом. Редактор L’Année Sociologique.

## Биография
Селестен Бугле родился в Сен-Бриё, Кот-дю-Нор. Поступил на учёбу в Высшую нормальную школу в Париже в 1890 году и получил учёную степень агреже философии в 1893 году. Вместе с Ксавье Леоном, Эли Галеви, Леоном Брюнсвиком и Домиником Пароди Бугле стал одним из основателей журнала Revue de Métaphysique et de Morale. В 1896 году он присоединился к Дюркгейму и стал одним из первых редакторов знаменитого социологического журнала Année Sociologique. Получил докторскую степень в 1899 году.
Читал лекции в университетах Сен-Бриё, Монпелье и Тулузе, а в 1908 году занял должность в Сорбонне. В том же году была опубликована самая крупная и известная его работа ― «Очерк о кастовой системе» (Essais sur le régime des castes). Занимал пост директора Высшей нормальной школы Парижа с 1935 по 1940 год. Скончался в Париже в 1940 году.

## Влияние
Селестен Бугле был одним из главных вдохновителей французского антрополога Луи Дюмона: под его влиянием Дюмон начал рассматривать индийские касты (в духе Année Sociologique) не только как элементы, составляющих единое целое, но и одновременно образующие идеологическую систему (систему варн), которая по смыслу и размаху превосходит сумму своих элементов.

## Работы
- Essais sur le régime des castes (1908)
- Leçons de sociologie sur l'évolution des valeurs (1922)
- Эгалитаризм : (Идея равенства) : Социологический этюд = Les idées égalitaires. Étude sociologique / Пер. с фр. Под ред. И. К. Брусиловского. — Одесса, 1904. — XVI, 143 с.
- Социальная наука в современной Германии = Les Sciences sociales en Allemagne. / Перевод с немецкого. — Изд. 2-е. — Москва : URSS : Книжный дом «ЛИБРОКОМ», 2011. — 168, [1] с.; 22 см. — (Из наследия мировой социологии). — ISBN 978-5-397-02212-5